# Mesocapromys sanfelipensis
Mesocapromys sanfelipensis е вид бозайник от семейство Хутиеви (Capromyidae).

## Разпространение
Видът е разпространен на малкия остров Кайо Хуан Гарсия край югозападния бряг на Куба.